# Nino Lupica
Nino Lupica (Scordia, 10 marzo 1938 – Lecco, 18 gennaio 2015) è stato un artista italiano.

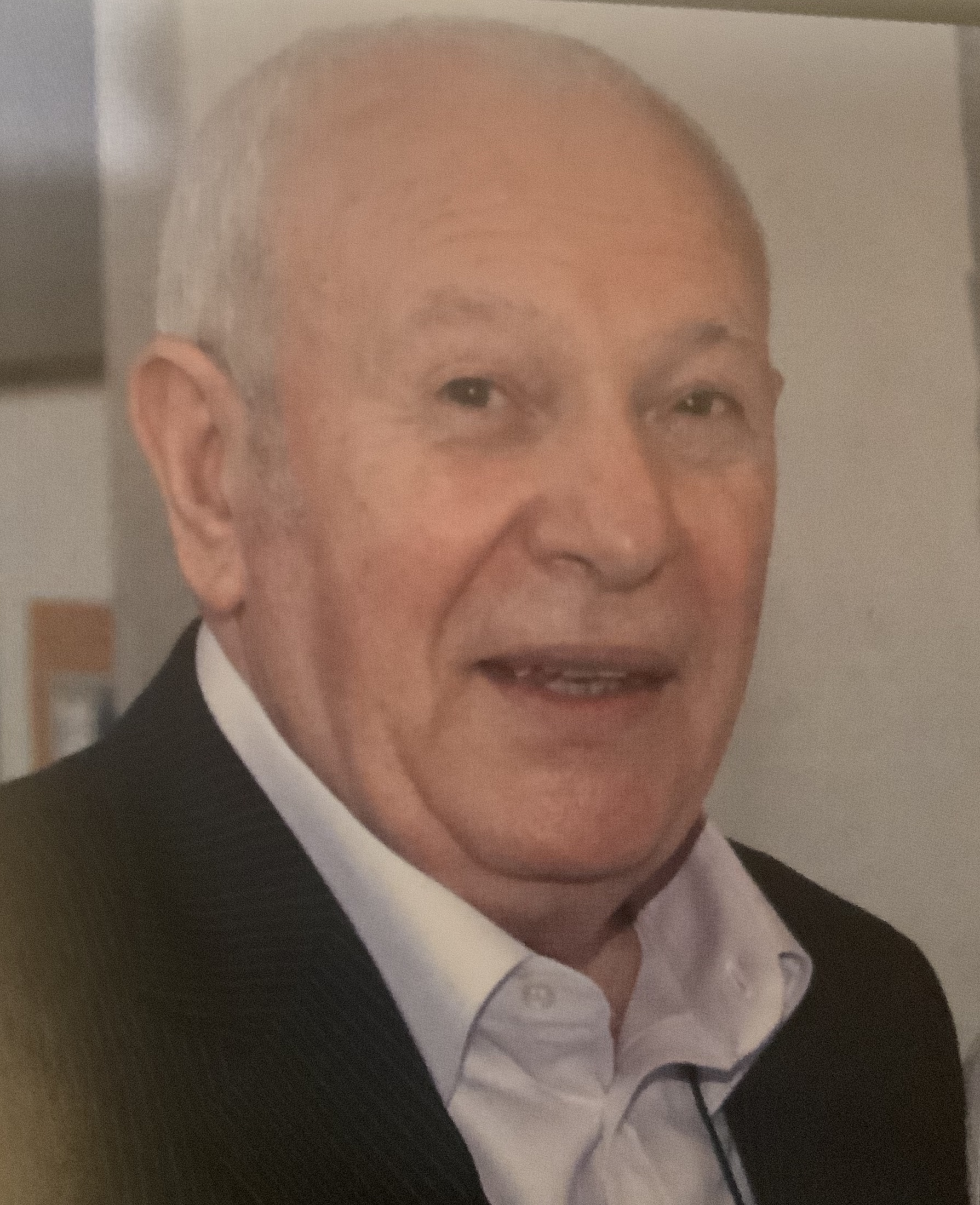
L’artista Nino Lupica

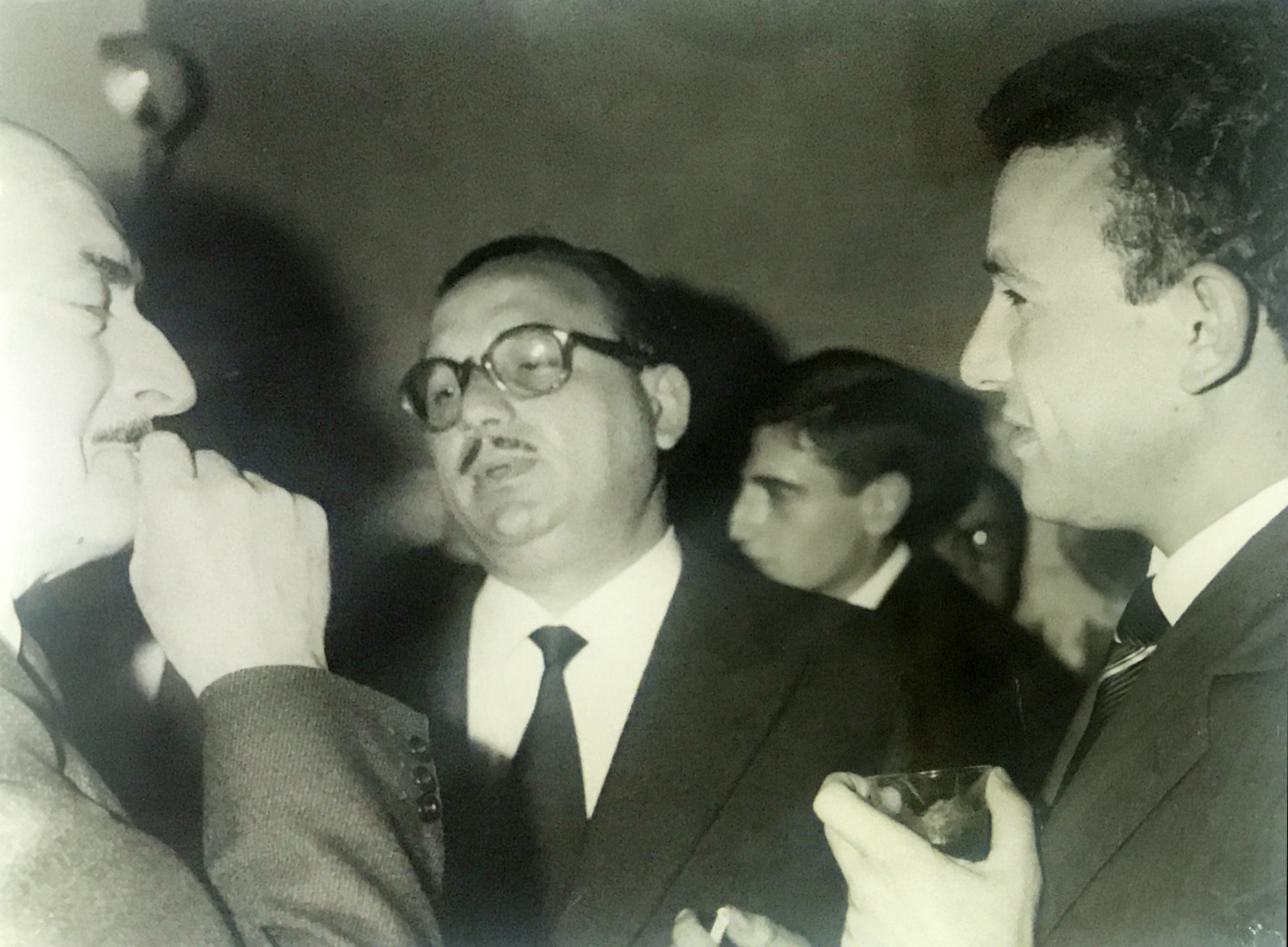
Nino Lupica con Salvatore Quasimodo e Fiore Torrisi alla mostra del pittore a Catania nel 1964

Antonino Lupica, noto come Nino Lupica, è stato un pittore, artista grafico, scultore e docente italiano fortemente legato al mondo poetico e letterario.

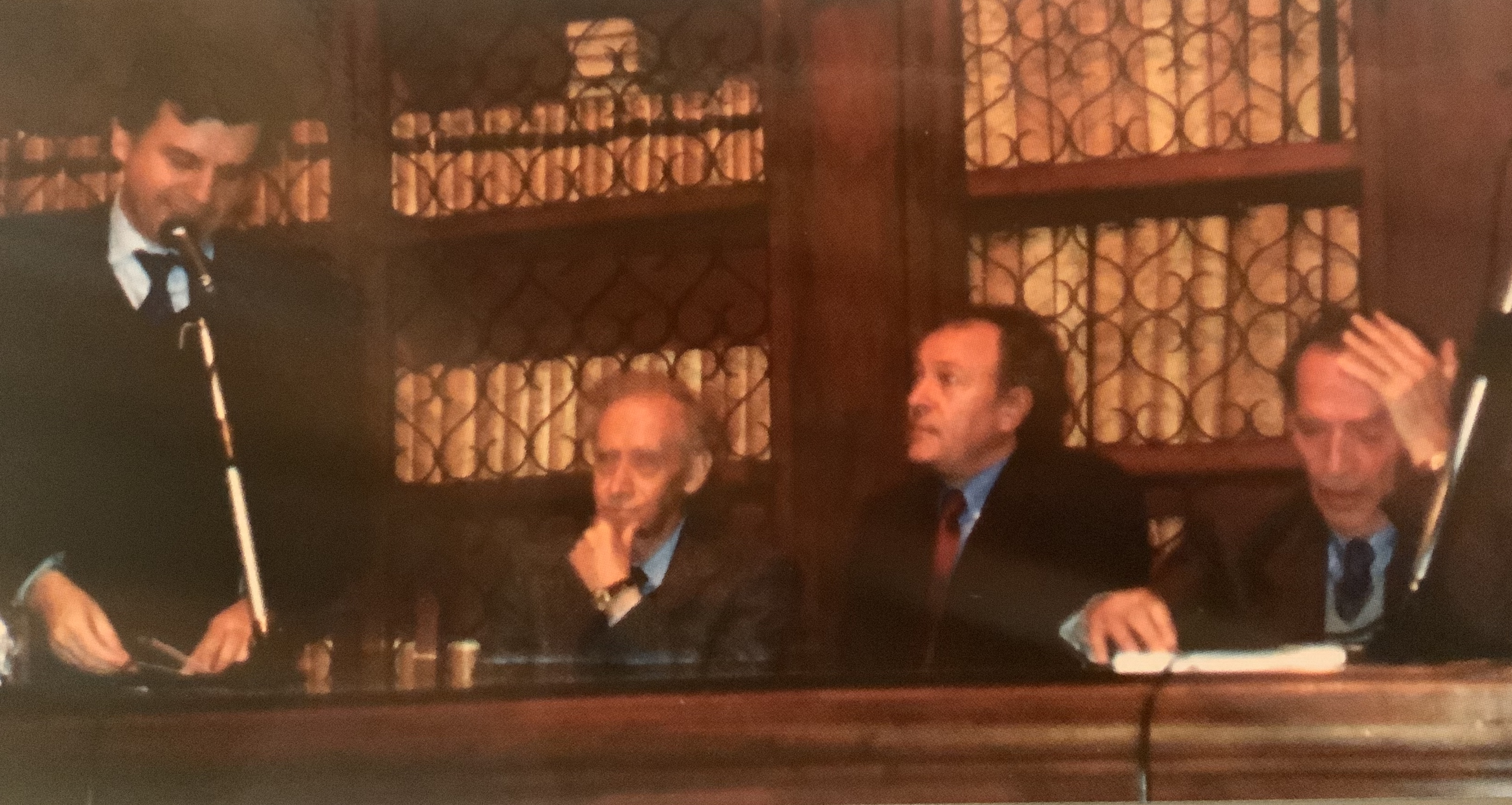
Nino Lupica con Mario Luzi, Raffaele De Grada e Valdo Spini alla presentazione della mostra "Quaderno Gotico" a Palazzo Strozzi di Firenze

“Poeta del segno”, come lo descrisse il critico Paolo Levi, Lupica si ispirò ad alcune delle grandi opere della letteratura italiana ed europea e conobbe poeti tra cui Salvatore Quasimodo e Mario Luzi, di cui fu amico e collaboratore.

## Biografia

### Primi anni, attività docente e culturale
Nino Lupica nasce a Scordìa, in provincia di Catania, nel 1938. Studia all’Istituto Statale d’Arte di Catania e all’Accademia di Belle Arti di Palermo. Si trasferisce in Lombardia dove segue tra 1961 e 1962 i corsi della Scuola Libera del Nudo all’Accademia di Belle Arti di Brera a Milano con il professor Aldo Salvadori.
Negli anni Settanta, alla attività di docente affianca il ruolo di Presidente della Azienda di Soggiorno e Turismo della città di Lecco dove si dedica alla promozione culturale del territorio lariano. 
Ha promosso e realizzato esposizioni quali: “Immagine oggi in Italia” nel 1971; “¡...Qué bien resiste! (L’idea di resistenza nell’arte contemporanea)” nel 1974; “Aspetti del Naturalismo Lombardo da Gola a Morlotti” nel 1975; “Retrospettiva di Hans Grundig” nel 1976.
Successivamente insegna figura disegnata al Liceo Artistico di Bergamo e, a partire dai primi anni Novanta, pittura all’Accademia di Belle Arti “Aldo Galli” di Como dove svolge in seguito il ruolo di Direttore, succedendo allo scultore Andrea Cascella e allo storico dell’arte Raffaele De Grada.
Negli ultimi 20 anni Nino Lupica trascorse la maggior parte del suo tempo tra Lecco e Tossa de Mar, sulla Costa Brava, dedicato alla ricerca e alla creazione artistica. 
Muore a Lecco il 18 di gennaio di 2015, all’età di 76 anni.

### Creazione artistica

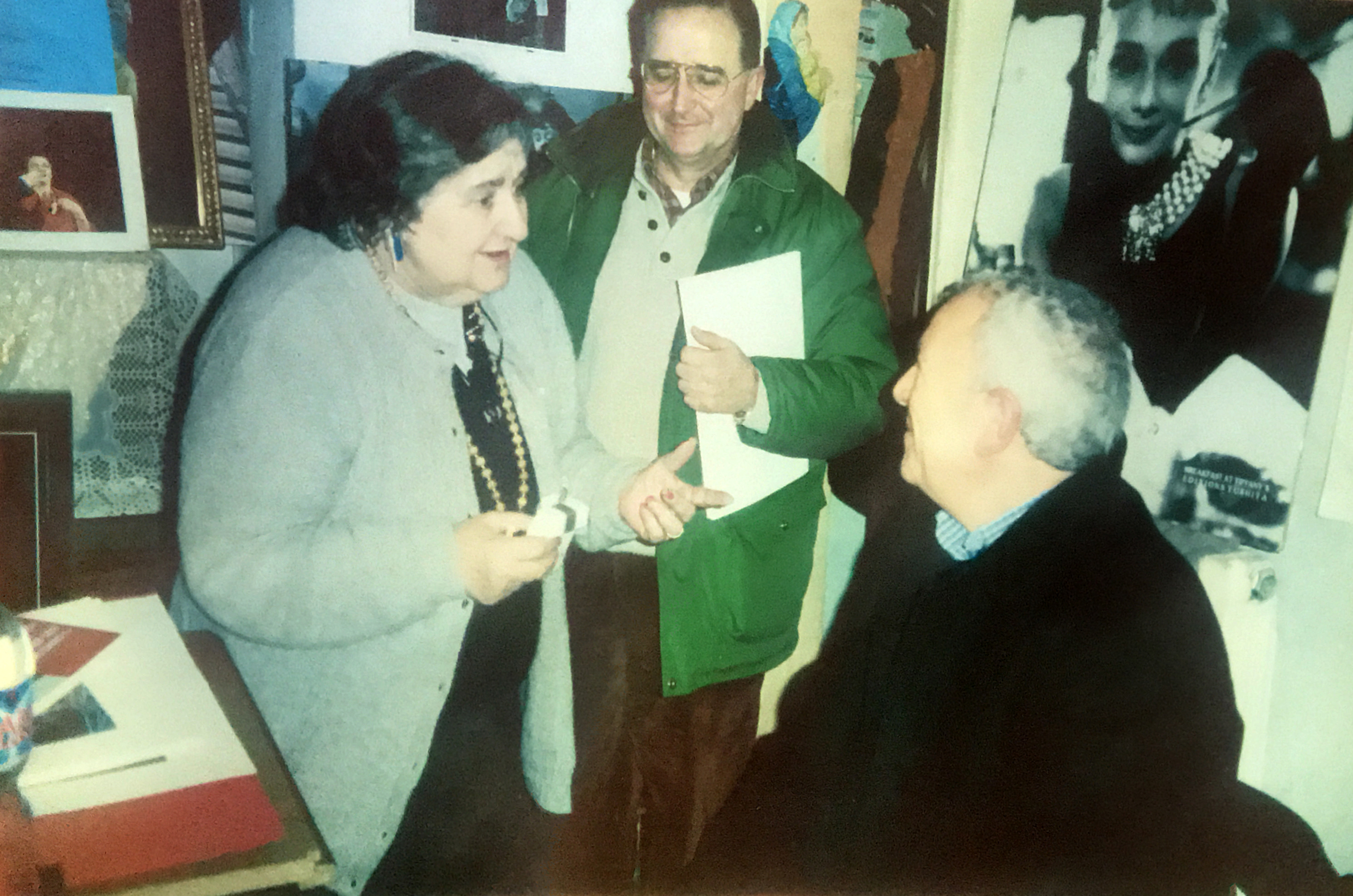
Nino Lupica con Alda Merini nel 2004

Negli anni Sessanta Nino Lupica iniziò ad interpretare i versi di Salvatore Quasimodo e poi I Malavoglia di Giovanni Verga. Successivamente Lupica troverà ancora in alcune delle più grandi opere della letteratura classica italiana ed europea una fonte d’ispirazione costante, tra cui, i versi e i romanzi di Dante Alighieri, Calderón de la Barca, Alessandro Manzoni, Charles Baudelaire, Gabriele D'Annunzio, James Joyce, Federico García Lorca, Eugenio Montale e Mario Luzi. Con quest’ultimo Lupica avrà una collaborazione intensa ed una stima reciproca che porterà il poeta di Pienza a descriverlo come “Grafico superiore, di fantasia barocca, patetico, forte, vorticoso e leggero”.
L’ultimo periodo artistico di Nino Lupica fu caratterizzato da un interesse verso la Natura come manifestazione poetica dello spirito e del dramma umano che lo spinse a catturare questa “Terra Madre” attraverso la scultura, il linguaggio fotografico e la grafica digitale.
Nino Lupica ha esposto in Italia, Svizzera, Olanda, Danimarca, Francia, Israele, Spagna, Germania, Polonia, Canada, Portogallo e Grecia. 
Sulla sua opera hanno scritto numerosi critici, accademici, artisti e letterati, tra gli altri, Carlo Bo, Mario Luzi, Raffaele De Grada, Germano Beringheli, Gianni Baget Bozzo, Mariano Apa, Alberico Sala, Paolo Levi, Giorgio Mascherpa, Ermanno Krumm, Elda Fezzi, Lea Grundig, Ute Schuffenhause, Stefano Verdino,  Luigi Cavadini, José Francisco Yvars e Luis Luque Toro.

## Riconoscimenti
Nel 1972 riceve dal comune di Milano l’ “Ambrogino d'oro” come riconoscimento alla sua attività artistica così come per il suo importante contributo nelle celebrazioni del centenario di Alessandro Manzoni.

## Collaborazioni in progetti europei
In veste di Direttore dell’Accademia di Belle Arti “Aldo Galli” di Como e nell’ambito della tutela, conservazione e valorizzazione artistica, Nino Lupica ha collaborato con le seguenti Istituzioni europee: Technological Educational Institution (TEI) - Atene; Universidad del País Vasco (UPV - EHU) - Bilbao; The Valamo Art Conservation Institute -Uusi- Valamo (Finlandia); University of Westminster - Londra; Facultat de Belles Arts de Sant Carles - Valencia; Facultad de Bellas Artes della Universidad Complutense de Madrid; Akademie Vytvarniych Umeni V - Praga; Kunstholnschule - Berlino.